# Farnstädt
Farnstädt est une commune allemande de l'arrondissement de Saale, Land de Saxe-Anhalt.

## Géographie
La commune comprend les quartiers d'Oberfarnstädt, Unterfarnstädt, Bergfarnstädt ainsi qu'Alberstedt (qui a fusionné en janvier 2010).
| Eisleben | Seegebiet Mansfelder Land |           |
|          | Farnstädt                 | Schraplau |
| Querfurt | Obhausen                  |           |

## Histoire
Farnstädt est mentionné sous le nom de "Farnistat" entre 881 et 889 dans le répertoire de la dîme de l'abbaye d'Hersfeld. Farnstädt devient un lieu de défense important, sans doute même avant cette époque, du temps des Thuringes, lors de la bataille de Burgscheidungen en 531.

## Infrastructure
Farnstädt se trouve sur la Bundesstraße 180 à proximité de la Bundesautobahn 38.

## Source, notes et références
1. ↑  http://www.statistik.sachsen-anhalt.de/download/stat_berichte/6A102_hj_2013_02.pdf

- (de) Cet article est partiellement ou en totalité issu de l’article de Wikipédia en allemand intitulé « Farnstädt » (voir la liste des auteurs).